# Кошница на ОПЕК
Терминът референтна кошница на ОПЕК (на английски: OPEC Reference Basket), или само кошница на ОПЕК, е официално въведен на 1 януари 1987 г.

## Същност и значение
Представлява съвкупността от основните сортове нефт (всеки водещ сорт в продажбите от съответната държава), добивани от участниците в Организацията на страните износителки на петрол.
Ежедневно се изчислява като средна цена от цените на спот-пазара на тези сортове. Използва се като най-важния ориентир за движението на цените на нефта от тези държави, както и като показател за динамиката на нефтените пазари в света.
ОПЕК се стреми да поддържа тази средна цена между договорени от страните-членки долна и горна граници – главно чрез увеличаване и намаляване на производството. Това прави тази величина важна за анализа на нефтените пазари на ОПЕК и в света. Кошницата, включваща леки и тежки сортове нефт, е считана за по-важна, отколкото сортовете Brent и West Texas Intermediate.

## Обхват на кошницата
Съставът на кошницата периодично се променя. Последните изменения са внесени през януари 2009 година.
- Arab Light (Саудитска Арабия)
- Basra Light (Ирак)
- Bonny Light (Нигерия)
- Es Sider (Либия
- Girassol (Ангола)
- Iran Heavy (Иран)
- Kuwait Export (Кувейт)
- Merey (Венецуела)
- Murban (ОАЕ)
- Oriente (Еквадор)
- Qatar Marine (Катар)
- Saharan Blend (Алжир)

## Средногодишни цени ($)
- 1994 – 15,53
- 1995 – 16,86
- 1996 – 20,29
- 1997 – 18,68
- 1998 – 12,28
- 1999 – 17,48
- 2000 – 27,60
- 2001 – 23,12
- 2002 – 24,36
- 2003 – 28,10
- 2004 – 36,05
- 2005 – 50,64
- 2006 – 61,08
- 2007 – 69,08
- 2008 – 94,45
- 2009 – 61,06
- 2010 – 77,45
- 2011 – 107,46
- 2012 – 109,45
- 2013 – 105,87
- 2014 – 96,29
- 2015 – 49,49
- 2016 – 40,76
- 2017